# Municipio de Allegan
El municipio de Allegan (en inglés: Allegan Township) es un municipio ubicado en el condado de Allegan en el estado estadounidense de Míchigan. En el año 2010 tenía una población de 4.406 habitantes y una densidad poblacional de 53,41 personas por km².

## Geografía
El municipio de Allegan se encuentra ubicado en las coordenadas 42°33′0.12″N 85°50′12.09″O / 42.5500333, -85.8366917. Según la Oficina del Censo de los Estados Unidos, el municipio tiene una superficie total de 82,5 km² (31,9 mi²), de la cual 78,8 km² (30,4 mi²) corresponden a tierra firme y 3,7 km² (1,4 mi²) (4.52%) es agua.

## Demografía
En el 2000 la renta per cápita promedia del hogar era de $40.760, y el ingreso promedio para una familia era de $48.125. El ingreso per cápita para la localidad era de $18.545. En 2000 los hombres tenían un ingreso per cápita de $37.313 contra $29.716 para las mujeres. Alrededor del 8.10% de la población estaba bajo el umbral de pobreza nacional.